# Юнгберг, Аугуст
А́угуст Ю́хан Ю́нгберг (швед. August Johan Ljungberg; род. 13 мая 2005, Уппсала) — шведский футболист, полузащитник «Сириуса».

## Клубная карьера
Является воспитанником «Сириуса». С начала 2023 года стал привлекаться к тренировкам с основной командой. Впервые за основной состав клуба сыграл 19 февраля в матче группового этапа кубка страны с «Оскарсхамном», заменив в конце встречи Хермана Шёгрелля. Дебют в чемпионате Швеции состоялся 17 апреля в матче третьего тура нового сезона с «Варбергом», в котором Юнгберг вышел на поле на 81-й минуте вместо Мелькера Хейера.

## Карьера в сборной
В феврале 2023 года был вызван на сборы юношеской сборной Швеции до 18 лет.

## Клубная статистика
| Выступление      | Выступление      | Выступление      | Лига | Лига | Кубки | Кубки | Конт. кубки | Конт. кубки | Итого | Итого |
| Клуб             | Лига             | Сезон            | Игры | Голы | Игры  | Голы  | Игры        | Голы        | Игры  | Голы  |
| ---------------- | ---------------- | ---------------- | ---- | ---- | ----- | ----- | ----------- | ----------- | ----- | ----- |
| Сириус           | Алльсвенскан     | 2023             | 1    | 0    | 2     | 0     | 0           | 0           | 3     | 0     |
| Сириус           | Итого            | Итого            | 1    | 0    | 2     | 0     | 0           | 0           | 3     | 0     |
| Всего за карьеру | Всего за карьеру | Всего за карьеру | 1    | 0    | 2     | 0     | 0           | 0           | 3     | 0     |